# Éva Dónusz
Éva Dónusz (* 29. September 1967 in Vác) ist eine ehemalige ungarische Kanutin. Sie gewann 2 olympische Medaillen und 13 Weltmeisterschaftsmedaillen.

## Karriere
Éva Dónusz gewann ihre erste internationale Medaille bei den Weltmeisterschaften 1989, als sie zusammen mit Erika Mészáros im Zweier-Kajak über 500 Meter die Silbermedaille hinter Anke Nothnagel und Heike Singer aus der DDR erkämpfte. Im Jahr darauf erhielt Dónusz bei den Weltmeisterschaften in Posen drei Silbermedaillen. Im Zweier belegte sie mit Erika Mészáros sowohl über 500 Meter als auch über 5000 Meter den zweiten Platz hinter Ramona Portwich und Anke von Seck, wie Anke Nothnagel nach ihrer Heirat hieß. Im Vierer-Kajak über 500 Meter siegte das Boot aus der DDR mit Portwich und von Seck vor dem ungarischen Vierer mit Éva Dónusz, Henriette Huber, Rita Kőbán und Erika Mészáros. 1991 in Paris belegten Dónusz und Mészáros über 500 Meter den zweiten Platz hinter den jetzt für das wiedervereinigte Deutschland antretenden Portwich und von Seck. Im Vierer über 500 Meter siegte das deutsche Boot vor Éva Dónusz, Rita Kőbán, Katalin Gyulai und Erika Mészáros.
Bei der olympischen Regatta 1992 in Barcelona standen nur die drei Wettbewerbe über 500 Meter auf dem Programm. Im Zweier-Kajak siegten die Deutschen Ramona Portwich und Anke von Seck knapp vor den Schwedinnen Agneta Andersson und Susanne Gunnarsson, vier Zehntelsekunden hinter den Schwedinnen erreichten Éva Dónusz und Rita Kőbán als Dritte das Ziel. Im Vierer siegte die ungarische Crew mit Éva Dónusz, Kinga Czigány, Erika Mészáros und Rita Kőbán mit 0,15 Sekunden Vorsprung auf die deutsche Crew. Die vier Kanutinnen wurden 1992 von der ungarischen Sportpresse zur Mannschaft des Jahres in Ungarn gewählt.
Bei den Weltmeisterschaften 1993 belegten Dónusz und Mészáros über 5000 Meter den zweiten Platz hinter Portwich und Anett Schuck. Im Vierer-Kajak über 500 Meter erhielten Éva Dónusz, Kinga Czigány, Erika Mészáros und Rita Kőbán die Bronzemedaille hinter den Deutschen und den Schwedinnen. 1994 bei den Weltmeisterschaften in Mexiko-Stadt standen die 5000-Meter-Wettbewerbe nicht mehr auf dem Programm, stattdessen waren drei Wettbewerbe über 200 Meter aufgenommen worden. Dónusz trat auf beiden Distanzen im Vierer an. Über 200 Meter gewannen Éva Laky, Éva Dónusz, Szilvia Mednyánszky und Rita Kőbán den Titel vor den Deutschen und den Kanadierinnen, über 500 Meter siegten die Deutschen vor Dónusz, Kinga Czigány, Kőbán und Mednyánszky. 1995 in Duisburg erhielten Dónusz, Czigány, Kőbán und Mednyánszky die Bronzemedaille über 500 Meter hinter den Deutschen und den Chinesinnen.
Bei den Olympischen Spielen 1996 in Atlanta trat der ungarische Vierer mit Mednyánszky, Dónusz, Mészáros und Czigány an und belegte den neunten Platz. Zwei Jahre später gewann Éva Dónusz bei den Weltmeisterschaften 1998 vor heimischem Publikum in Szeged die Bronzemedaille im Einer-Kajak über 200 Meter hinter der Kanadierin Caroline Brunet und der Italienerin Josefa Idem. Ihre letzte internationale Medaille erkämpfte Dónusz zusammen mit Èva Laky bei den Weltmeisterschaften 1999 als Dritte im Zweier-Kajak über 200 Meter.